# Eticho I

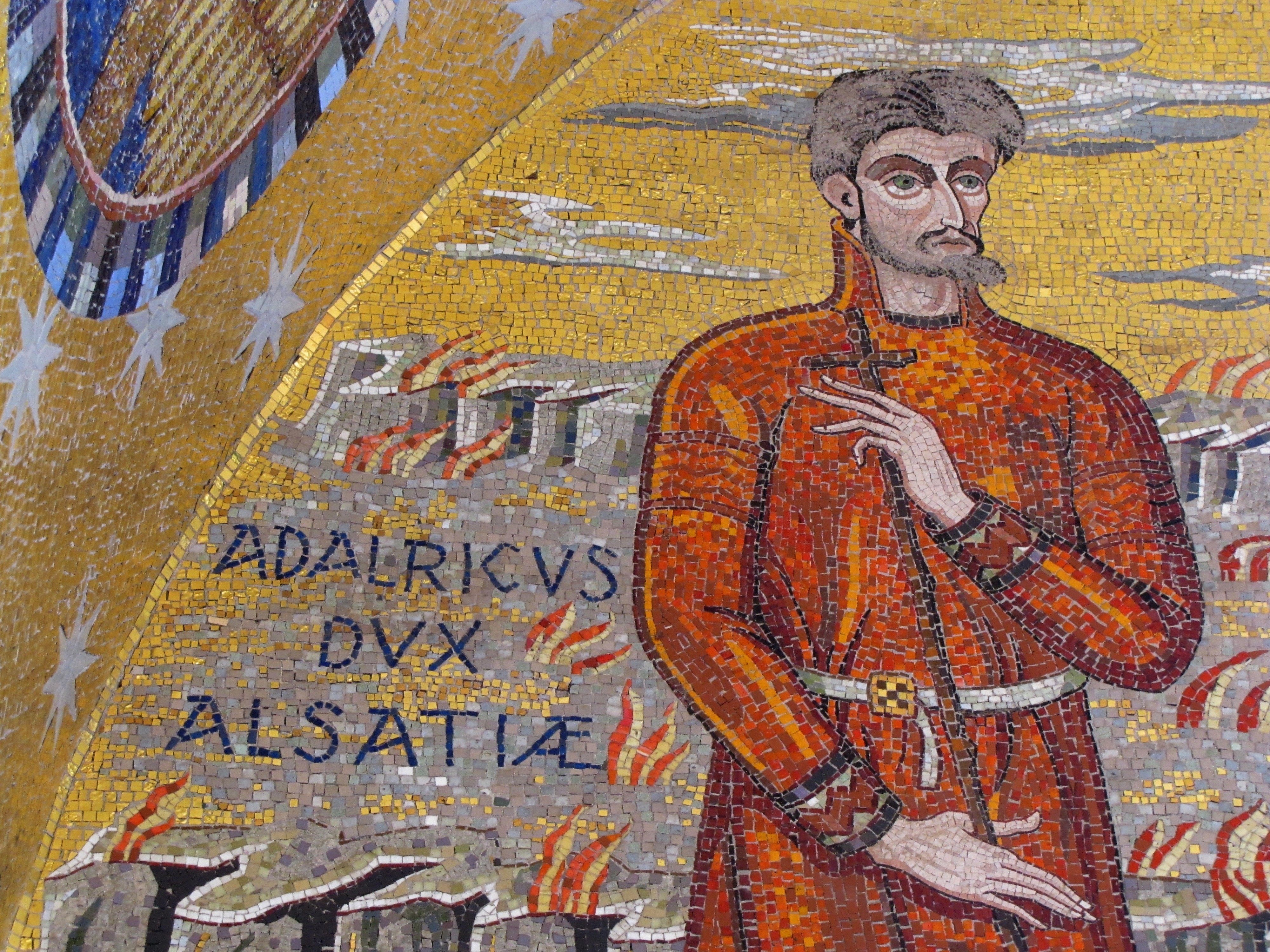
Eticho I, mosaïc in de kapel der tranen (Mont Sainte-Odile)

Eticho I (ca. 640 – Odilienberg (Hohenburg), 20 februari 690), ook Adalrik, was hertog van de Elzas vanaf 673. Hij wist handig gebruik te maken van de bijna permanente staat van oorlog tussen de Frankische koninkrijken in zijn tijd. Hierdoor verzekerde hij niet alleen zijn eigen onafhankelijke positie maar wist die ook erfelijk te maken, waardoor zijn nakomelingen nog geruime tijd een belangrijke positie hadden. Hij was zoon van de hofmeier Liuteric (ook een hertog Adalrik wordt als vader genoemd). Eticho was getrouwd met Bereswinde (Metz, 653–700), van onbekende ouders maar kleindochter van een Hugo en van Bodilon van Trier en de heilige Sigrada. Hij is begraven in Odilienberg.

## Leven
Eticho was afkomstig uit de omgeving van Dijon. Hij steunde in 673 Childerik II als kandidaat voor het koningschap van Neustrië en Bourgondië en werd als beloning benoemd tot hertog van de Elzas. Na de moord op Childerik steunt hij in 675 de partij van de oom van zijn vrouw, bisschop Leodegarius van Autun. Hij steunt ook de terugkomst van Dagobert II van Austrasië. In 677 sluit hij zich aan bij de partij van hofmeier Ebroin en koning Theuderik III, en ontvangt daarvoor het klooster van Bèze. Als in 679 Hector, hertog van Provence wordt vermoord, probeert Eticho door een snelle veldtocht ook hertog van Provence te worden. Het lukt hem om Lyon te veroveren maar daarna moet hij zonder succes terugkeren naar de Elzas. In datzelfde jaar zoekt hij aansluiting bij de Austrasische hofmeier Pepijn van Herstal en verliest daardoor het deel van zijn hertogdom en zijn familiebezit in Bourgondië en houdt eigenlijk alleen de hedendaagse Elzas over. De rechten op Bèze worden bevestigd door Dagobert II. In 681 steunt hij Pepijn in de oorlog tegen Neustrië en neemt ook aan zijn kant deel aan de Slag bij Tertry. In 683 houdt Eticho een eigen hofdag waar hij zijn zoon als opvolger aanwijst, hiermee wordt het hertogdom erfelijk.

## Kloosters

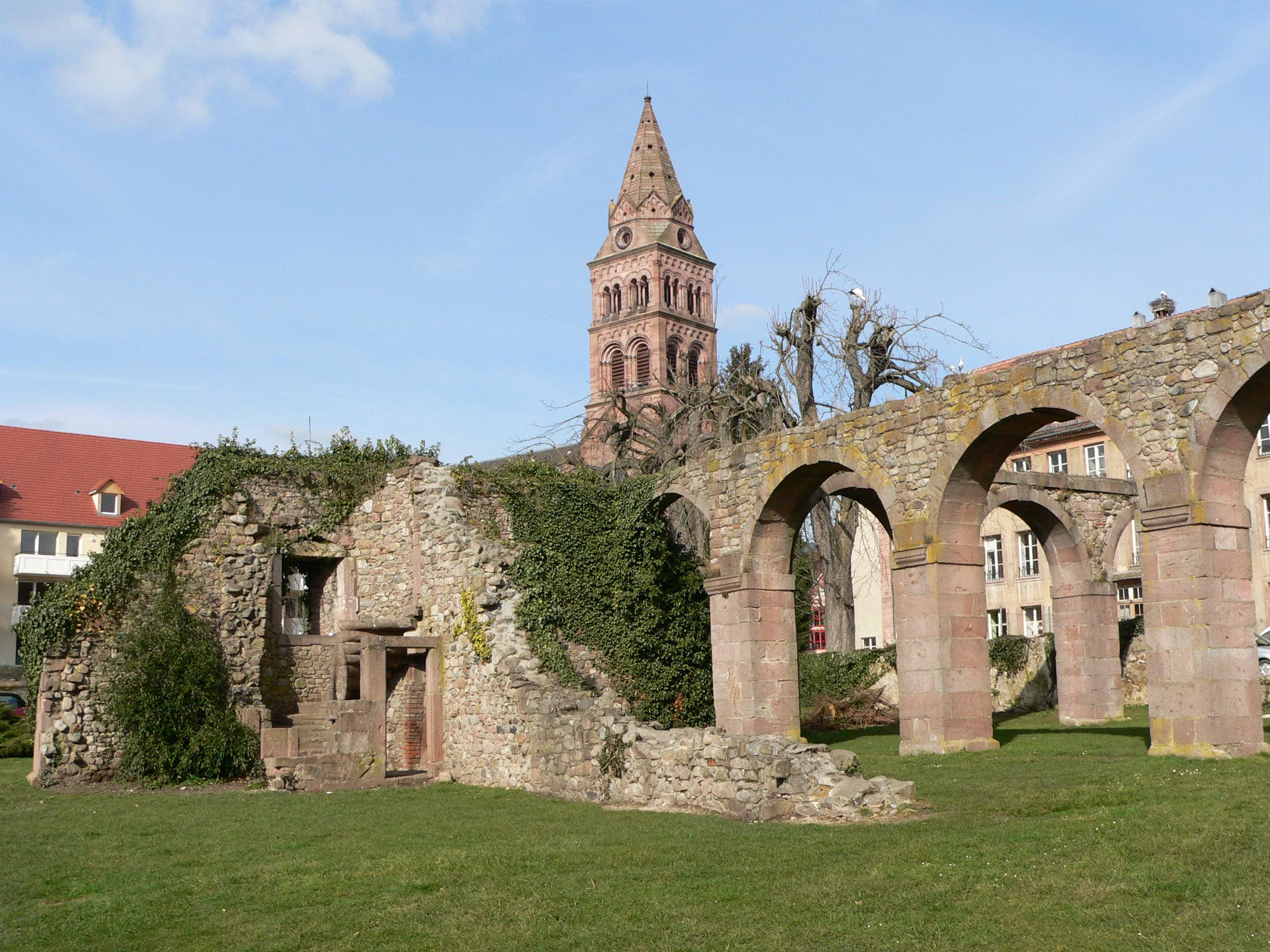
Ruïne van de abdij van Munster

Eticho terroriseert in zijn conflict met het klooster van Moutier-Grandval, de omgeving en de horigen van dat klooster. Later laat hij ook de abt van dat klooster (heilig verklaard) en diens medewerker vermoorden.
Eticho sticht kloosters en schenkt daaraan bezittingen en tienden:
- Saint-Maurice in Ebersheim
- Abdij Munster
- Ebersmunster waar de Ierse monnik Deodatus (saint Dié) abt wordt.
- kasteel en abdij van Hohenburg op de resten van een toen pas ontdekt Romeins fort, waar zijn dochter Odilia van de Elzas (heilig verklaard en beschermheilige van de Elzas) de eerste abdis wordt. Hohenburg werd later Odilienberg genoemd.

## Familie
Eticho en Bereswinda kregen de volgende kinderen:
- Odilia (ca. Obernai, 670 – Hohenburg, 720)
- Adalbert (ca. 670–723), opvolger van zijn vader
- Hugo, graaf onder zijn vader en jong overleden, mogelijk de zoon uit de legende die door Eticho werd gedood, medestichter van het klooster van Honau
- Eticho II (ca. 670–723), graaf in de Elzasser Nordgau en hertog van Allemannië, medestichter van het klooster van Honau, vader van graaf Alberich in de Nordgau (geb. ca. 698)
- Bathicon (overleden 725), graaf in de Elzas. Stichter van de abdij van Weißenburg, medestichter van het klooster van Honau
- Roswinde, het jongste kind. Ook zij trad in het klooster op de Hohenburg in en werd heilig verklaard

## Legende en verering
Volgens de legende was zijn dochter Odilia blind geboren en was ze daarom van het hof van haar vader verwijderd omdat die hierin een straf van God zag. Ze werd in het geheim in een klooster opgevoed en toen ze later door een wonder alsnog kon zien keerde ze terug. Eticho was hierover zo boos dat hij een van zijn zoons doodsloeg maar daarna nederig tot berouw en inkeer kwam. Door deze "bekering" kreeg hij onofficieel de status van heilige die in de middeleeuwen in het Rijnland en Zuid-Duitsland vooral onder de adel erg geliefd was. De schenkingen van Eticho aan het klooster van Moyenmoutier zouden uit dankbaarheid zijn omdat de abt van dat klooster Odilia had genezen.